# Save the Clock Tower
Save the Clock Tower ist eine 2010 gegründete Post-Hardcore-Band aus Launceston, Tasmanien, Australien.

## Geschichte
Save the Clock Tower wurde im Jahr 2010 in Launceston auf Tasmanien gegründet und bestand anfänglich aus Sänger Luke Vaessen, Bassist Alex Mcnulty, Schlagzeuger Owen Broad, sowie den beiden Gitarristen Joel Hallam und Tim Westward. Letzterer ist nicht mehr in der Band aktiv und fungierte auch als Hintergrundsänger.
Bereits ein Jahr nach der Gründung brachte das Quintett ihre Debüt-EP auf dem Markt, welche Letters heißt und in Eigenregie entstand. Auch die am 22. März 2012 veröffentlichte EP The Human Condition mit sieben Stücken wurde aus eigener Tasche finanziert. Im Juni 2013 unterzeichnete die Band einen weltweit geltenden Vertrag bei Bullet Tooth Records. Am 24. Juni 2014 veröffentlichte die Band ihr Debütalbum namens Wasteland über der Plattenfirma. In Australien und Neuseeland erschien das Album am 4. Juli 2014 über Faction Music, das zu Sony Music gehört.
Zwischen dem 7. und 15. August 2013 tourte die Band als Vorgruppe für Alesana. Bei dem Auftritt am 11. August in Sydney wurde die Gruppe nicht gebucht. Insgesamt spielte das Quartett sechs Shows während der Tournee. Zwischen dem 5. und 15. Juni 2014 war die Band als Vorgruppe für Betraying the Martyrs in Australien zu sehen. Die Konzertreise umfasste neun Konzerte, wovon jeweils zwei in Melbourne, Perth und Brisbane stattfanden. Auf einzelnen Konzerten war die Gruppe auch mit Dream On, Dreamer, The Amity Affliction, Bleeding Through und Parkway Drive zu sehen.

## Stil
Der Sound der Band rangiert von harten Gitarrenriffs und melodischen Passagen. Der Klargesang ist an den Sound früherer Post-Hardcore-Bands angelehnt. Auch lassen sich vereinzelt Einflüsse aus der Djent-Bewegung und Phasenweise sind Ähnlichkeiten zu Haste the Day heraushörbar.

## Diskografie

### EPs
- 2011: Letters
- 2012: The Human Condition

### Alben
- 2014: Wasteland (Bullet Tooth Records, Faction Music)
- 2016: The Familiar//The Decay (Bullet Tooth Records)